# Zwartkopkanarie
De zwartkopkanarie (Serinus nigriceps) is een zangvogel uit de familie van vinkachtigen (Fringillidae).

## Verspreiding en leefgebied
Deze soort is endemisch in Ethiopië.